# Jerryd Bayless
Jerryd Bayless (Phoenix, Arizona, 20 de agosto de 1988) es un exjugador de baloncesto estadounidense que disputó 11 temporadas en la NBA. Con 1,91 metros de estatura, juega en las posiciones de base y escolta.

## Trayectoria deportiva

### Instituto
En su etapa en el Instituto St. Mary de Phoenix, Bayless fue nombrado McDonald’s All-American y participó en el Jordan Brand Classic de 2007. También fue elegido Jugador del Año de Arizona State en sus temporadas júnior y sénior, sus dos últimas. Sus promedios como sénior fueron de 33,2 puntos, 7,8 rebotes, 6,1 asistencias y 2 robos de balón, mientras que en la temporada anterior ascendían hasta los 37,9 puntos, 8 rebotes, 7,4 asistencias y 3,2 robos por partido. A lo largo de su carrera en el instituto firmó 28,3 puntos por encuentro, el mejor promedio anotador en la historia del estado de Arizona.

### Universidad
En la universidad solo disputó una temporada, jugando para Arizona. Lideró a los Wildcats en anotación con 19.7, el tercer mejor promedio en la Pacific Ten Conference y convirtiéndose en el primer freshman (jugador de primer año) en lograrlo desde Sean Elliott en 1986. También lideró a su equipo en porcentaje de tiros libres (83.9 %, cuarto en la Pac-10) y finalizó segundo en asistencias con 4 por encuentro. Anotó 20 o más puntos en 16 ocasiones y llegó a la marca de 30 puntos en otras cuatro. Ante Arizona State realizó su mejor partido, logrando 37 puntos con un 12 de 18 en tiros de campo y un 6 de 10 en triples. Su equipo finalizó con un balance de 18 victorias y 13 derrotas (8-10 en la Pac-10), y cayeron ante West Virginia en la primera ronda del Torneo de la NCAA. Tras la temporada, Bayless se declaró elegible para el Draft de la NBA de 2008.
Bayless formó parte del segundo mejor quinteto de la Pac-10 y del mejor quinteto de freshmans, y fue finalista del Premio John R. Wooden. Disputó el Nike Hoop Summit de 2007 en Memphis, Tennessee, anotando 15 puntos con el USA Junior National Select Team y derrotando al World Select Team. También promedió 11 puntos y 4.3 rebotes por partido en el Campeonato de FIBA Américas Sub-18 de 2006 en San Antonio, donde ganó la medalla de oro con la selección estadounidense.

### NBA
En el Draft de la NBA de 2008 fue seleccionado por Indiana Pacers en la 11.ª posición, aunque fue inmediatamente traspasado a Portland Trail Blazers junto con Ike Diogu a cambio de los derechos de Brandon Rush, Jarrett Jack y Josh McRoberts. El intercambio fue completado el 28 de junio de 2008, pero no fue oficial hasta el 9 de julio. En las Ligas de Verano de la NBA de Las Vegas fue el máximo anotador de la competición con 29.8 puntos por partido y fue nombrado MVP. Además, lideró a los Blazers a un récord de 3 victorias y 2 derrotas.
En su primera temporada en la liga, Bayless disputó 53 partidos y promedió 4.3 puntos en 12.4 minutos de juego. El 23 de octubre de 2010 fue traspasado a New Orleans Hornets a cambio de una prima ronda condicional de draft.
El 20 de noviembre de 2010, Bayless fue traspasado a Toronto Raptors junto con Peja Stojakovic a cambio de Jarrett Jack, Marcus Banks y David Andersen.
El 13 de julio de 2012 firmó un contrato con Memphis Grizzlies.
El 7 de enero de 2014, un traspaso a tres bandas entre los Celtics, los Memphis Grizzlies y los Oklahoma City Thunder llevó a Bayless a los Celtics, junto con el jugador de los Thunder Ryan Gomes, a cambio de Courtney Lee.
El 31 de julio de 2014, firmó con los Milwaukee Bucks.
El 13 de julio de 2016, firma con Philadelphia 76ers.
El 10 de noviembre de 2018 fue traspasado a Minnesota Timberwolves junto con Robert Covington, Dario Šarić y una segunda ronda del draft de 2022 a cambio de Jimmy Butler y Justin Patton.

## Estadísticas de su carrera en la NBA

### Temporada regular
| Año     | Equipo       | PJ  | PT | MPP  | %TC  | %3P  | %TL  | RPP | APP | ROB | TPP | PPP  |
| ------- | ------------ | --- | -- | ---- | ---- | ---- | ---- | --- | --- | --- | --- | ---- |
| 2008-09 | Portland     | 53  | 0  | 12.4 | .365 | .259 | .806 | 1.1 | 1.5 | .3  | .0  | 4.3  |
| 2009-10 | Portland     | 74  | 11 | 17.6 | .414 | .315 | 831  | 1.6 | 2.3 | .4  | .1  | 8.5  |
| 2010-11 | New Orleans  | 11  | 0  | 13.5 | .347 | .214 | .765 | 1.4 | 2.5 | .2  | .1  | 4.5  |
| 2010-11 | Toronto      | 60  | 14 | 22.4 | .429 | .348 | .810 | 2.5 | 4.0 | .6  | .1  | 10.0 |
| 2011-12 | Toronto      | 31  | 11 | 22.7 | .424 | .423 | .852 | 2.1 | 3.8 | .8  | .1  | 11.4 |
| 2012-13 | Memphis      | 80  | 4  | 22.1 | .419 | .353 | .836 | 2.2 | 3.3 | .7  | .2  | 8.7  |
| 2013-14 | Boston       | 41  | 14 | 25.3 | .418 | .395 | .803 | 2.1 | 3.1 | 1.0 | .1  | 10.1 |
| 2014-15 | Milwaukee    | 77  | 4  | 22.3 | .426 | .308 | .883 | 2.7 | 3.0 | .8  | .2  | 7.8  |
| 2015-16 | Milwaukee    | 52  | 18 | 28.9 | .423 | .437 | .778 | 2.7 | 3.1 | .9  | .2  | 10.4 |
| 2016-17 | Philadelphia | 3   | 1  | 23.7 | .344 | .400 | .900 | 4.0 | 4.3 | .0  | .0  | 11.0 |
| 2017-18 | Philadelphia | 39  | 11 | 23.7 | .416 | .370 | .795 | 2.1 | 1.4 | .6  | .2  | 7.9  |
| 2018-19 | Minnesota    | 34  | 6  | 19.3 | .357 | .296 | .571 | 1.8 | 3.5 | .5  | .1  | 6.1  |
| Total   | Total        | 586 | 99 | 21.4 | .411 | .361 | .818 | 2.1 | 2.9 | .6  | .1  | 8.4  |

### Playoffs
| Año   | Equipo       | PJ | PT | MPP  | %TC  | %3P  | %TL  | RPP | APP | ROB | TPP | PPP  |
| ----- | ------------ | -- | -- | ---- | ---- | ---- | ---- | --- | --- | --- | --- | ---- |
| 2009  | Portland     | 2  | 0  | 5.5  | .333 | .000 | .667 | .5  | .0  | .0  | .5  | 3.0  |
| 2010  | Portland     | 6  | 2  | 27.7 | .431 | .400 | .792 | 2.7 | 3.8 | .3  | .0  | 13.5 |
| 2013  | Memphis      | 15 | 0  | 21.3 | .358 | .305 | .885 | 2.0 | 2.1 | .5  | .3  | 9.3  |
| 2015  | Milwaukee    | 6  | 0  | 20.0 | .343 | .286 | .765 | 2.5 | 3.0 | .3  | .3  | 6.5  |
| 2018  | Philadelphia | 1  | 0  | 2.0  | .000 | .000 | .000 | .0  | .0  | .0  | .0  | .0   |
| Total | Total        | 30 | 2  | 20.6 | .374 | .317 | .814 | 2.1 | 2.4 | .4  | .3  | 8.8  |